# Theraphosidae
Famille
Les Theraphosidae sont une famille d'araignées mygalomorphes.
En anglais, on peut aussi trouver le terme de « tarantula » pour les qualifier. Attention de ne pas confondre ce terme avec la tarentule, qui, en français désigne une espèce d'araignée-loup vivant dans les régions méditerranéennes.

## Distribution

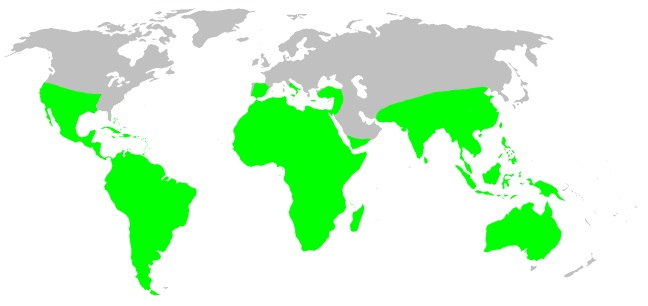
Distribution

Les espèces de cette famille se rencontrent des Tropiques aux régions tempérées dans le Sud des États-Unis, en Amérique centrale, en Amérique du Sud, en Europe du Sud, au Proche-Orient, en Afrique, dans le Sud de l'Asie et en Océanie.

## Description
Elles sont de mœurs nocturnes. Leur corps atteint en général de 2,5 à 8 cm (sans compter les pattes), ou de 8 à 20 cm (en les comptant). Leur poids moyen est entre 60 et 90 grammes. L'espérance de vie est de 20 ans pour les femelles qui sont plus robustes et d'un peu moins pour les mâles.
En dehors de la pilosité habituelle, certaines espèces sont recouvertes sur l'abdomen de soies urticantes (en), utilisés comme moyen de défense. Ces soies sont de taille microscopique, en forme de harpon, et provoquent des démangeaisons, voire des difficultés respiratoires, dans les cas les plus sévères. Ces effets et leur gravité varient selon les espèces et la sensibilités des animaux atteints par ces soies.

### Anatomie
Le corps est composé de deux parties : le prosome (ou céphalothorax) à l'avant et l'opisthosome (ou l'abdomen) à l'arrière.
Les huit pattes sont insérées sur le prosome.
- Le céphalothorax (ou prosome) : On peut remarquer que le relief est marqué par un sillon en « V », qui trace la séparation entre ses parties antérieure et postérieure. La partie antérieure porte les chélicères et les yeux.
- Les yeux sont au nombre de huit, mais ne permettent en réalité que de différencier le jour et la nuit.
- Les chélicères s'insèrent dans la partie antérieure du céphalothorax, sont les premiers organes du système digestif[3].

Ils sont aussi utilisés par l'animal lors de sa défense, du creusement de sa galerie (pour les espèces terricoles), à la capture des proies (injection du venin) ou encore à sa toilette.
Les chélicères des mygalomorphe sont parallèle (orthognathe) contrairement aux aranéomorphe qui sont l'un en face de l'autre, type tenaille (labidognathe) 
- Les pattes : quatre paires de pattes ambulatoires et une paire de pédipalpes. Les paires 1, 2, 3, 4 sont les appendices locomoteurs constitués de 7 articles ; dans l'ordre proximo-distal : la hanche (ou coxa), le trochanter, le fémur, la patelle, le tibia, le métatarse, le tarse porteur de griffes.
- La bouche se situe sur le prosome, en position ventrale et antérieure. Elle est entourée de soies denses et contient les glandes salivaires. Postérieurement se trouvent l'œsophage, le jabot aspirateur, l'estomac.
- L'abdomen contient les principaux organes de la mygale (cœur, poumon (parfois aussi des trachées selon les espèces), organe sexuel, glandes séricigènes (sécrétion de la soie)…).
- Les filières (ou spinnerets) sont situés à l'arrière de l'opisthosome. Ils sont très mobiles et permettent de déposer la toile sécrétée par les glandes séricigènes. Leur taille varie beaucoup d'une espèce à l'autre.
- Le sillon épigastrique se situe entre le prosome et l'opisthosome, en position ventrale. C'est l'orifice de l'organe sexuel. Chez la femelle, on le nomme épigyne.

### Croissance
Comme tous les arthropodes, les Théraphosidae croissent par une succession de mues. Le squelette est externe (exosquelette), rigide, et composé de chitine principalement.
La mue est une étape indispensable dans la croissance de la mygale. C'est ainsi que la mygale grandit, en changeant de peau.
En observant une mygale, on voit qu'elle obéit à diverses règles avant la mue : elle cesse de s'alimenter, se montre moins, et ses couleurs deviennent plus ternes. Ensuite elle se met sur le dos, et pendant environ une heure enlève son ancienne peau, appelée exuvie.
L'opisthosome commence par s'ouvrir par une fissuration sur le pourtour et dorsalement, au-dessus de l'insertion des pattes.
Puis l'araignée s'extrait comme une main se retire d'un gant.
L’exuvie est l'ancienne peau qui est rejetée par la mygale. Elle est complètement vide, et ouverte en deux parties au niveau du céphalothorax qui conserve sa rigidité grâce à la chitine rigide. L'abdomen ne ressemble plus qu'a une peau fripée. En observant l'animal et son exuvie, on note souvent de nombreuses différences : le teint est beaucoup plus coloré.

### Régénération
L'autotomie (du grec auto : soi-même et tomein : couper) chez la mygale est fascinante, et ressemble fortement à celle du lézard. On sait, que lorsqu'un lézard est attrapé par la queue, il se sépare de celle-ci, qui repousse. Il en va de même pour chaque membre de la mygale ainsi que pour ses crochets. C'est grâce à la mue qu'elle récupérera petit à petit l'ensemble d'une patte coupée ou un de ses crochets tombés.
Une régénération complète d'un membre perdu, ou d'un crochet, se réalisera en de nombreuses mues, parfois jusqu'à six mues.
Au cours des mues, le membre sera atrophié, puis grossira petit à petit pour atteindre un peu moins que sa taille d'origine.
Celui-ci sera de nouveau fonctionnel et opérationnel. Cependant, les mues intervenant après l'accès au stade adulte ne régénèreront quasiment pas le membre perdu.

### Venin
Ces animaux disposent tous de glandes à venin. Il a cependant été remarqué que les mygales venant du continent américain ont, pour une grande majorité, un venin moins puissant que celui des espèces d'Afrique et d'Asie.
Les mygales du genre Poecilotheria, Selenocosmia et Heteroscodra figurent parmi les plus venimeuses.
Manipuler une mygale présente des risques aussi bien pour l'animal que pour l'éleveur. En effet, ces manipulations sont généralement réservées en élevage dans les cas de force majeure (changement de terrarium, fuite d'un spécimen, reproduction, etc.).
En dernier recours ou pour se nourrir, la mygale mord en plantant ses crochets dans la victime. À cet instant la mygale n'a pas encore injecté son venin. L'injection est volontaire, d'autant plus que la production de venin demande énormément de ressources. C'est pourquoi, elle n'en use pas forcément, tout dépend de ses intentions : tuer ou faire fuir.
La dose de venin injectée est de l'ordre d'un ou deux millilitres.
Peter Klaas, un biologiste qui s'est penché sur l'évolution des mygales, écrit qu'au fil de l'évolution, le venin a perdu de son efficacité, sans doute grâce au fait que la puissance des crochets suffit à exécuter le travail.
Le venin des mygales de l'ancien monde est beaucoup plus dangereux que celui des mygales provenant du continent américain. Celles-ci infligent généralement des morsures nécessitant une hospitalisation contrairement à leurs cousines du nouveau monde qui infligent des morsures comparables à une simple piqure d'abeille. L'espèce ayant le venin le plus dangereux serait Selenocosmia crassipes, d'Australie. Son venin serait assez efficace pour tuer un chien de grande taille en moins de 30 minutes.
De toutes les espèces de mygales répertoriées dans le monde, seule Atrax robustus semble avoir un venin pouvant être mortel pour l'homme, cette espèce n'est toutefois pas une représentante des Théraphosidae
Elles sont aujourd'hui de plus en plus étudiées, notamment pour les capacités thérapeutiques de leur venin, et même de leur soie, qui pourrait servir de cicatrisant et de fils de sutures sur les plaies.

### Sexe
Différencier le mâle et la femelle n'est pas toujours aisé, surtout chez les spécimens juvéniles. Chez les adultes, les différences plus marquées apparaissent : la femelle possède un sillon épigastrique bombé, alors qu'il demeure plat chez le mâle.
Chez le mâle, les pédipalpes se spécialisent en organes copulateurs : on aperçoit à l'extrémité de chacun des deux pédipalpes des ambolus, sortes de pipette pasteur (pour le fonctionnement) en forme de poire.
La femelle est plus massive, trapue et lourde. C'est ainsi que chez le mâle les pattes sont plus longues proportionnellement au corps que chez la femelle. La femelle a généralement une plus grande envergure que le mâle mais ceci dépend des espèces. Dans le cas du Pelinobius muticus (king baboon tarantula), la femelle est généralement deux fois plus grande que le mâle à l'âge adulte. À l'inverse, dans le cas du genre Theraphosa, il n'est pas rare de voir un mâle atteindre une envergure supérieure à la femelle.
- Le sillon épigastrique se reconnaît grâce à son aspect de ligne, reliant les deux fentes pulmonaires,

Chez le mâle le sillon est beaucoup plus étroit, et parfois recouvert de poils, tandis que chez la femelle il est bien plus large, voyant et légèrement bombé.
- La Spermathèque se situe derrière le sillon épigastrique, le réceptacle au sperme et la maturation des œufs chez la femelle. Une spermathèque humide, fine, signifie que c'est un mâle[4],[5].

### Reproduction

#### L'accouplement
Le mâle, doté de plus long membres que la femelle, peut parcourir de grandes distances afin de rencontrer une partenaire.
Une fois trouvée, le mâle commence par tapoter le sol de ses pattes et pédipalpes. Il avertit la femelle de sa présence, et de son intention. Ce tapotement constitue une carte de visite du mâle et permet à la femelle de reconnaître s'il fait partie ou non de la même espèce.
Une fois reconnu, et si la femelle est consentante, le mâle va alors s'approcher et poser ses pattes sur elle, et elle lui répondra. Il va ensuite s'approcher de plus en plus près, soulever la femelle à l'aide de ses crochets tibiaux situés sur la paire de pattes P1 et glisser ses pédipalpes sous le corps de la femelle.
Il va introduire le style de son bulbe copulateur dans le sillon épigastrique. Le sperme est éjecté des bulbes. L'accouplement est terminé.
Le mâle n'a plus alors qu'à faire demi-tour et prendre de la distance. Il arrive parfois que la femelle s'attaque au mâle et le mange. En captivité, si la femelle a bien été nourrie auparavant, elle tolère la présence d'un mâle à proximité, si bien que plusieurs accouplements peuvent avoir lieu pendant les quelques jours de cohabitation.

#### La ponte
Quelques mois après l'accouplement, la femelle va ralentir son rythme de vie, et préparer la ponte des œufs.
Les œufs transitent par l'oviducte, sont fécondés lors du passage à proximité de la spermathèque puis aboutissent par l'épigyne dans la toile de ponte qui formera le cocon.
La mygale va maintenir ce dernier sous la partie avant de son corps, le soulève un peu à l'aide de ses chélicères, de manière que le fond touche légèrement le sol.
Pendant quelques jours la femelle retourne régulièrement le cocon. Ensuite elle ne fera que le protéger contre tout prédateur jusqu'à l'éclosion et la maturité des mygalons.
Il existe deux types de cocons :
- statique : il se trouve dans le nid attaché ou non à une paroi.
- mobile : la femelle ne le quitte jamais et le transporte partout avec elle.

### Les différentes toiles
Grâce à leurs filières très développées, mobiles et agiles, les mygales sont capables de tisser des toiles adaptées à chaque situation.
On dénombre actuellement onze toiles différentes, mais ce chiffre n'est que temporaire, car chaque année, d'autres sont découvertes.
- La toile-nappe est tissée lors de la capture d'une grosse proie que la mygale ne peut pas soulever continuellement. Elle confectionne une soie douce et lisse, sur laquelle reposera la proie pendant la digestion.
- La toile-tapis de sol est confectionnée pour les mues, et ressemble à la toile-nappe. Cependant, elle sera beaucoup plus grande et épaisse, et le plus souvent recouverte de poils urticants.
- La toile-câble de suspension est confectionnée par les mygales arboricoles pour attacher le repas à un support vertical et/ou à leurs filières. Cela leur permet d'interrompre le repas à tout moment ou de manipuler la boulette sans risque de la voir tomber.
- La toile d'enrobage sert à enrober les proies au cours du repas pour en faire une boulette homogène.
- La toile d'habitation sert à abriter et protéger la mygale. Elle tapisse le nid.
- La toile spermatique est confectionnée par les mâles, qui se glissent dessous, pour pouvoir y déposer le sperme sur la partie renforcée (plus blanche) et ensuite le récupérer dans leurs bulbes copulateurs.
- La toile de ponte, assez compacte, lumineuse et immaculée, constituée de plusieurs couches est tissée par les femelles. La mygale pond dessus puis recouvre les œufs d'une autre couche de la même toile.
- La toile ténue, dite de l’exploratrice est tissée lors des déplacements hors du nid. Elle permet à la mygale de tracer son chemin à l'instar du petit Poucet, ainsi qu'à repérer les proies, les prédateurs, par transmission des vibrations.
- La toile nurserie recouvre les parois, le sol, les branches entourant le cocon. Elle permet aux jeunes de se repérer et de se déplacer confortablement.
- La toile de camouflage est un prolongement du nid de la mygale permettant de dissimuler l'entrée. Elle incorpore des éléments du substrat qui l'entoure, masquant parfaitement cette porte nouvellement créée.
- La toile d'étançonnage est l'exclusivité des mygales souterraines, elle tapisse les murs du terrier et se prolonge souvent hors du terrier, en surface, avec des allures d'entonnoir.

### Les moyens de défense
L'art de tisser est d'une très grande utilité. C'est d'ailleurs là que repose son premier moyen de défense. La toile empêche beaucoup de prédateurs d'approcher la mygale. Elle isole aussi du sol, et évite le développement de champignons tout en gardant une certaine hygrométrie.
Les toiles servent à repousser les prédateurs et emprisonner les proies. Des toiles tissées peuvent être urticantes (grâce aux soies déposées par la mygale) et gluantes.
Toutefois, ce n'est pas son seul moyen de défense et de prévention.
Il faut cependant préciser que le comportement de la mygale est loin d'être agressif. En effet, elle ne cherche que le calme, et lorsqu'elle est dérangée par un prédateur, elle préfère la fuite, puis l'intimidation et seulement en dernier recours l'attaque.
Cela s'explique de façon très simple, et dans un raisonnement logique. Si la mygale est en contact avec un prédateur, elle risque sa vie, donc il préférable de passer inaperçue, puis de faire fuir le prédateur en question, et donc logiquement, en dernier recours, risquer sa propre vie pour tenter de maîtriser l'individu gêneur.
Ses moyens de défense dans l'ordre de priorité sont :
- L'immobilisation
- La dissimulation et la fuite
- Le bombardement de poils urticants (Les mygales africaines, asiatiques et australiennes en sont dépourvues)
- Distraire et prendre la fuite

Les jets d’eau des mygales du genre Avicularia sont un autre moyen de défense bien à elles. Elles peuvent lancer un jet d'eau très précis à partir de l'extrémité de leur abdomen. Ce jet est composé simplement d'eau mélangée avec des excréments.

### Les poils urticants

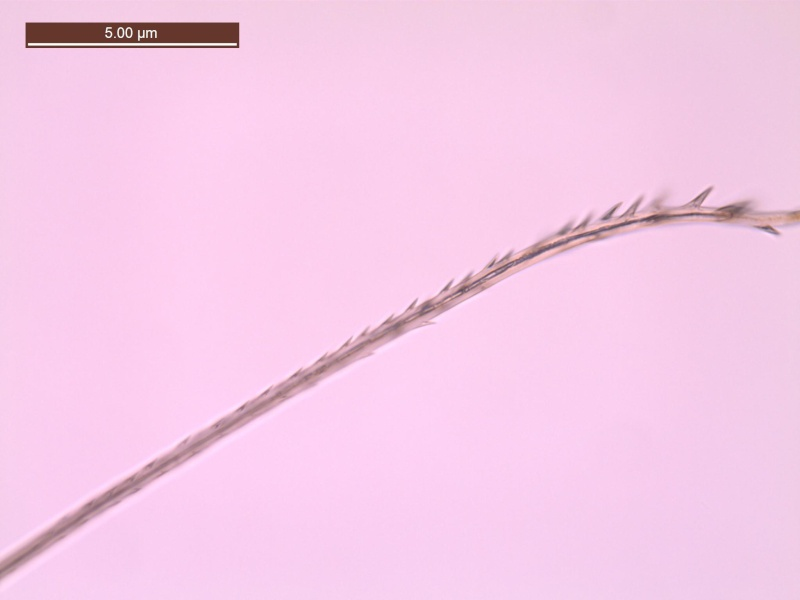
Poil urticant de Grammostolla

L'arme de dissuasion principale pour la mygale est le jet de poils urticants. Il est à noter que l'évolution des poils urticants n'a eu lieu que par les mygales du nouveau monde (c'est-à-dire, les trois Amériques). Alors que les mygales de l'ancien monde (Afrique, Moyen-Orient, Asie) sont de tempérament beaucoup plus agressif avec leurs chélicères, elles n'ont pas développé de poils urticants. Lors de la présence d'un prédateur, la mygale se frotte vivement l'abdomen à l'aide de sa 4e paire de pattes pour projeter les poils urticants.
Ce phénomène est appelé le bombardement. Les poils ainsi projetés, flottent en suspension dans l'air et peuvent ainsi atteindre les yeux, les voies respiratoires ou l'épiderme.
Les poils ressemblent à des petites lances hérissées tels des hameçons de quelques centaines de nanomètres capables, cette structure leur permettant de pénétrer la peau et y rester indéfiniment. À la pénétration, ils s'activent, et irritent la peau. Ils peuvent également pénétrer les yeux empêchant ainsi de voir, et les poumons, ce qui peut causer la suffocation.
À chaque insertion d'un autre poil, les autres proches se réactivent ce qui augmente leur efficacité et protège l'espèce à long terme.
Un seul micro poil urticant dans l'œil est vraiment désagréable et douloureux, ceci se compare aisément à s'être frotté l'œil après avoir touché à du piment fort. La brûlure prend fin lorsque le poil est retiré, ce qui prend beaucoup de patience et de lavage d'œil à l'eau froide. L'intervention d'un ophtalmologue est parfois nécessaire.
Les genres Avicularia et Psalmopoeus font figures d'exception parmi les mygales du nouveau monde par rapport aux poils urticants. Bien qu'elles en possèdent, les aviculaires (genre Avicularia) ne peuvent les bombarder. Pour les utiliser, elles se frottent l'abdomen sur menace avant de prendre la fuite.
Il existe 4 types de soies urticantes chez les mygales américaines.

### Les positions d'intimidation

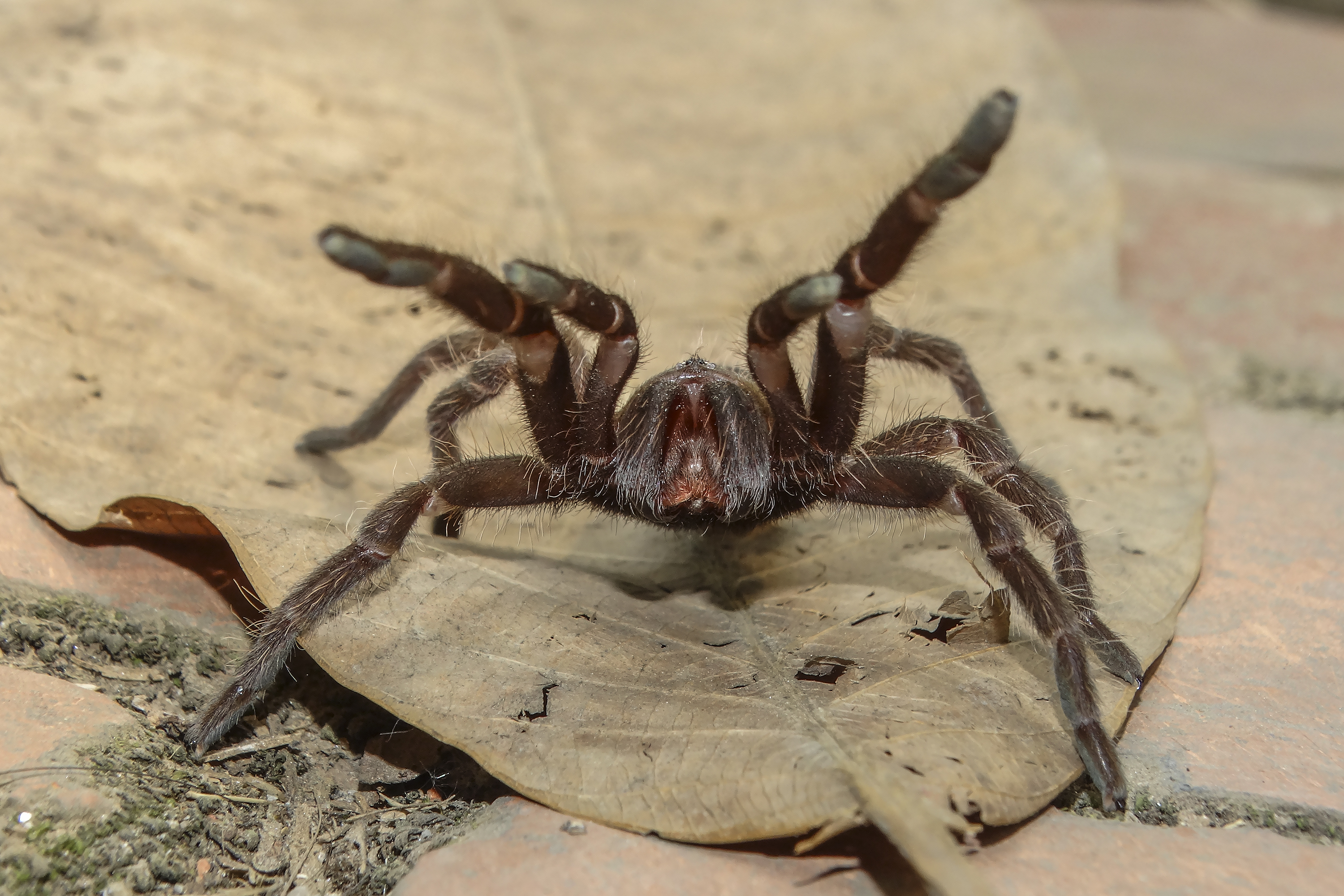
Theraphosidae prêt à l'attaque.

Elle se dresse sur ses pattes, et lève sa paire de pattes no 1. Elle écarte ensuite ses puissants crochets. Si cela ne suffit pas, elle va alors striduler, en frottant ses pédipalpes contre ses pattes.
À cet instant, il ne reste alors plus qu'un faux mouvement de la part de son adversaire pour qu'elle lui bondisse dessus, et use de ses plus puissantes armes : ses crochets et son venin.
La plupart des mygales du genre Poecilotheria ont des marques d'un jaune très éclatant en dessous de leurs pattes avant leur permettant une intimidation plus efficace contre leurs adversaires.

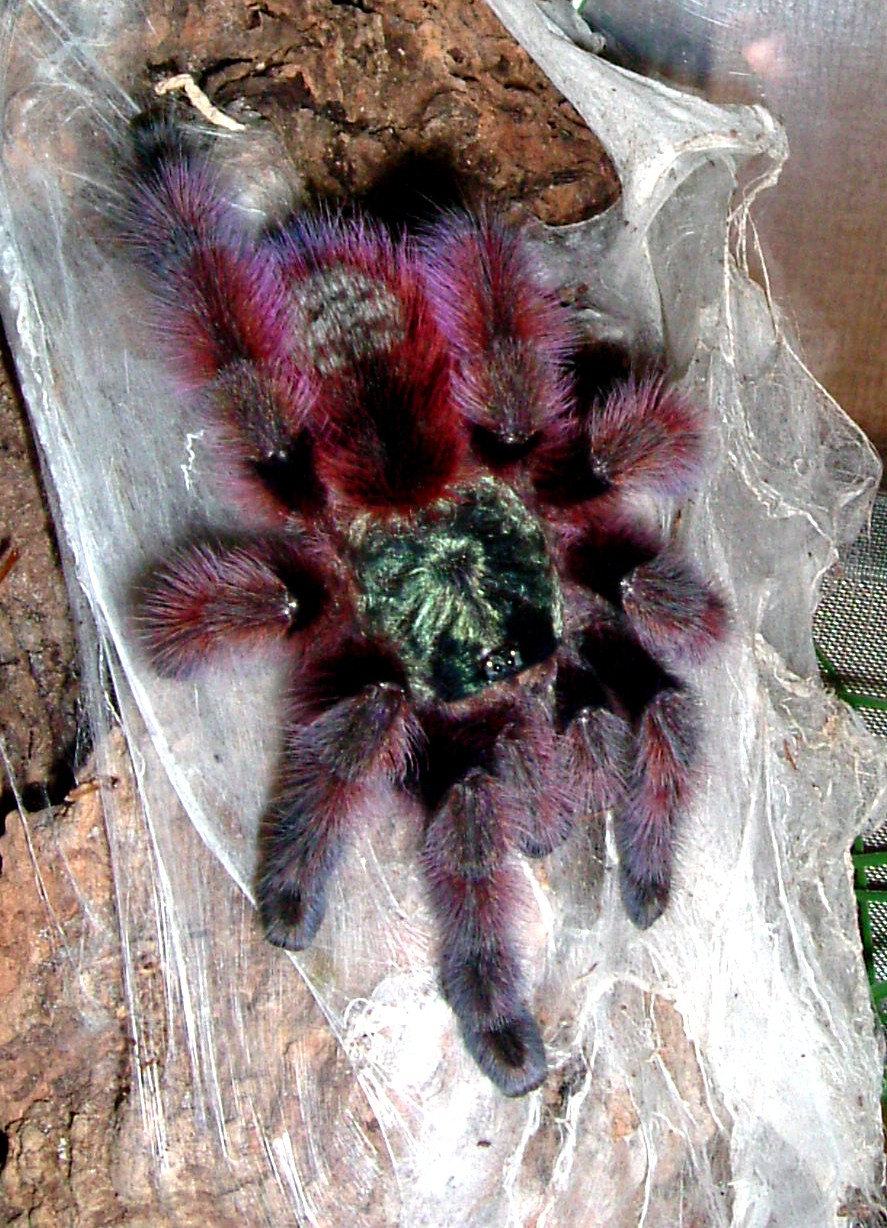
Caribena versicolor femelle de 16 mois.

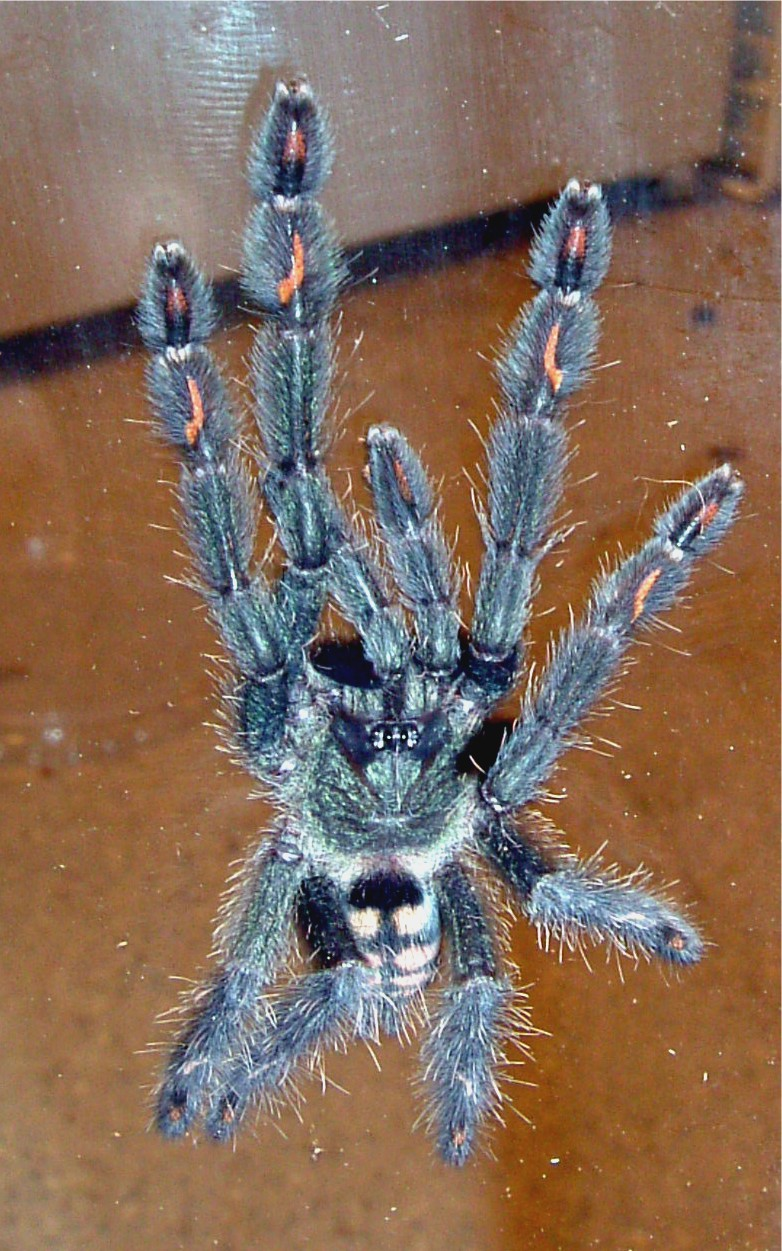
Psalmopoeus irminia

## Paléontologie
Cette famille est connue depuis le Crétacé.
Bien qu'il existe des fossiles d'araignées mygalomorphes remontant au Trias, seuls quatre spécimens peuvent être attribués aux Theraphosidae, une de Birmanie, une de République dominicaine et les deux autres du Chiapas au Mexique. Trois ont été découvertes dans de l'ambre du Miocène soit environ 16 millions d'années et une dans de l'ambre du Crétacé.

## Liste des genres
Selon World Spider Catalog (version 26, 20/08/2025) :
- Abdomegaphobema Sherwood, Gabriel, Peñaherrera-R., Léon-E., Cisneros-Heredia, Brescovit & Lucas, 2023
- Acanthopelma F. O. Pickard-Cambridge, 1897
- Acanthoscurria Ausserer, 1871
- Acentropelma Pocock, 1901
- Aenigmarachne Schmidt, 2005
- Agnostopelma Pérez-Miles & Weinmann, 2010
- Aguapanela Perafán & Cifuentes, 2015
- Amazonius Cifuentes & Bertani, 2022
- Annandaliella Hirst, 1909
- Anoploscelus Pocock, 1897
- Anqasha Sherwood & Gabriel, 2022
- Antikuna Kaderka, Ferretti, West, Lüddecke & Hüsser, 2021
- Antillena Bertani, Huff & Fukushima, 2017
- Aphonopelma Pocock, 1901
- Arboriticus Borges & Bertani, 2025
- Aspinochilus Müller, Fardiansah, Schneider, Wanke, von Wirth & Wendt, 2024
- Augacephalus Gallon, 2002
- Avicularia Lamarck, 1818
- Bacillochilus Gallon, 2010
- Batesiella Pocock, 1903
- Bermejoa Gabriel, Sherwood & Pérez-Miles, 2023
- Birupes Gabriel & Sherwood, 2019
- Bistriopelma Kaderka, 2015
- Bonnetina Vol, 2000
- Brachionopus Pocock, 1897
- Brachypelma Simon, 1891
- Bumba Pérez-Miles, Bonaldo & Miglio, 2014
- Cardiopelma Vol, 1999
- Caribena Fukushima & Bertani, 2017
- Catanduba Yamamoto, Lucas & Brescovit, 2012
- Catumiri Guadanucci, 2004
- Ceratogyrus Pocock, 1897
- Chaetopelma Ausserer, 1871
- Chilobrachys Karsch, 1892
- Chilocosmia Schmidt & von Wirth, 1992
- Chinchaysuyu Ferretti, Chaparro, Ochoa & West, 2023
- Chromatopelma Schmidt, 1995
- Cilantica Mirza, 2024
- Citharacanthus Pocock, 1901
- Citharognathus Pocock, 1895
- Clavopelma Chamberlin, 1940
- Coremiocnemis Simon, 1892
- Cotztetlana Mendoza, 2012
- Crassicrus Reichling & West, 1996
- Crypsidromus Ausserer, 1871
- Cubanana Ortiz, 2008
- Cyclosternum Ausserer, 1871
- Cymbiapophysa Gabriel & Sherwood, 2020
- Cyriocosmus Simon, 1903
- Cyriopagopus Simon, 1887
- Cyrtogrammomma Pocock, 1895
- Cyrtopholis Simon, 1892
- Davus O. Pickard-Cambridge, 1892
- Dolichothele Mello-Leitão, 1923
- Dugesiella Pocock, 1901
- Encyocratella Strand, 1907
- Encyocrates Simon, 1892
- Ephebopus Simon, 1892
- Euathlus Ausserer, 1875
- Eucratoscelus Pocock, 1898
- Eumenophorus Pocock, 1897
- Eupalaestrus Pocock, 1901
- Euphrictus Hirst, 1908
- Euthycaelus Simon, 1889
- Grammostola Simon, 1892
- Guyruita Guadanucci, Lucas, Indicatti & Yamamoto, 2007
- Hapalopus Ausserer, 1875
- Hapalotremus Simon, 1903
- Haploclastus Simon, 1892
- Haplocosmia Schmidt & von Wirth, 1996
- Harpactira Ausserer, 1871
- Harpactirella Purcell, 1902
- Hemirrhagus Simon, 1903
- Heterophrictus Pocock, 1900
- Heteroscodra Pocock, 1900
- Heterothele Karsch, 1879
- Holothele Karsch, 1879
- Homoeomma Ausserer, 1871
- Hysterocrates Simon, 1892
- Idiothele Hewitt, 1919
- Iridopelma Pocock, 1901
- Ischnocolus Ausserer, 1871
- Isiboroa Gabriel, Sherwood & Pérez-Miles, 2023
- Jambu Miglio, Perafán & Pérez-Miles, 2024
- Kankuamo Perafán, Galvis & Pérez-Miles, 2016
- Kochiana Fukushima, Nagahama & Bertani, 2008
- Lampropelma Simon, 1892
- Lasiocyano Galleti-Lima, Hamilton, Borges & Guadanucci, 2023
- Lasiodora C. L. Koch, 1850
- Lasiodorides Schmidt & Bischoff, 1997
- Longilyra Gabriel, 2014
- Loxomphalia Simon, 1889
- Loxoptygus Simon, 1903
- Lyrognathus Pocock, 1895
- Magnacarina Mendoza, Locht, Kaderka, Medina & Pérez-Miles, 2016
- Mascaraneus Gallon, 2005
- Megaphobema Pocock, 1901
- Melloina Brignoli, 1985
- Melognathus Chamberlin, 1917
- Metriopelma Becker, 1878
- Miaschistopus Pocock, 1897
- Monocentropus Pocock, 1897
- Munduruku Miglio, Bonaldo & Pérez-MIles, 2013
- Murphyarachne Sherwood & Gabriel, 2022
- Mygalarachne Ausserer, 1871
- Myostola Simon, 1903
- Neischnocolus Petrunkevitch, 1925
- Neoheterophrictus Siliwal & Raven, 2012
- Neoholothele Guadanucci & Weinmann, 2015
- Neostenotarsus Pribik & Weinmann, 2004
- Nesiergus Simon, 1903
- Nesipelma Schmidt & Kovařík, 1996
- Nhandu Lucas, 1983
- Notahapalopus Sherwood, Gabriel, Peñaherrera-R., Osorio, Benavides, Hörweg, Brescovit & Lucas, 2024
- Omothymus Thorell, 1891
- Ornithoctonus Pocock, 1892
- Orphnaecus Simon, 1892
- Ozopactus Simon, 1889
- Pachistopelma Pocock, 1901
- Pamphobeteus Pocock, 1901
- Parvicarina Galleti-Lima, Hamilton, Borges & Guadanucci, 2023
- Pelinobius Karsch, 1885
- Phlogiellus Pocock, 1897
- Phlogiodes Pocock, 1899
- Phoneyusa Karsch, 1884
- Phormictopus Pocock, 1901
- Phormingochilus Pocock, 1895
- Phrixotrichus Simon, 1889
- Plesiopelma Pocock, 1901
- Plesiophrictus Pocock, 1899
- Poecilotheria Simon, 1885
- Psalistops Simon, 1889
- Psalmopoeus Pocock, 1895
- Psednocnemis West, Nunn & Hogg, 2012
- Pseudhapalopus Strand, 1907
- Pseudoschizopelma Smith, 1995
- Pterinochilus Pocock, 1897
- Pterinopelma Pocock, 1901
- Pululahua Dupérré & Tapia, 2025
- Reichlingia Rudloff, 2001
- Reversopelma Schmidt, 2001
- Romopelma Peñaherrera-R., Pinos-Sanchez, Guerrero-Campoverde, León-E. & Cisneros-Heredia, 2024
- Sahydroaraneus Mirza & Sanap, 2014
- Sandinista Longhorn & Gabriel, 2019
- Satyrex Zamani & von Wirth, 2025
- Schismatothele Karsch, 1879
- Schizopelma F. O. Pickard-Cambridge, 1897
- Scopelobates Simon, 1903
- Selenobrachys Schmidt, 1999
- Selenocosmia Ausserer, 1871
- Selenogyrus Pocock, 1897
- Selenotholus Hogg, 1902
- Selenotypus Pocock, 1895
- Sericopelma Ausserer, 1875
- Sickius Soares & Camargo, 1948
- Sphaerobothria Karsch, 1879
- Spinosatibiapalpus Gabriel & Sherwood, 2020
- Stichoplastoris Rudloff, 1997
- Stromatopelma Karsch, 1881
- Taksinus Songsangchote, Sippawat, Khaikaew & Chomphuphuang, 2022
- Tapinauchenius Ausserer, 1871
- Tekoapora Galleti-Lima, Hamilton, Borges & Guadanucci, 2023
- Thalerommata Ausserer, 1875
- Theraphosa Walckenaer, 1805
- Thrigmopoeus Pocock, 1899
- Thrixopelma Schmidt, 1994
- Tliltocatl Mendoza & Francke, 2020
- Tmesiphantes Simon, 1892
- Trichognathella Gallon, 2004
- Trichopelma Simon, 1888
- Typhochlaena C. L. Koch, 1850
- Umbyquyra Gargiulo, Brescovit & Lucas, 2018
- Urupelma Kaderka, Lüddecke, Řezáč, Řezáčová & Hüsser, 2023
- Vitalius Lucas, Silva & Bertani, 1993
- Xenesthis Simon, 1891
- Yanomamius Bertani & Almeida, 2021
- Ybyrapora Fukushima & Bertani, 2017

Selon World Spider Catalog (version 23.5, 2023) :
- † Ischnocolinopsis Wunderlich, 1988
- † Protertheraphosa Wunderlich, 2020

## Systématique et taxinomie
Cette famille a été décrite par Thorell en 1869.
Cette famille rassemble 1 159 espèces dans 177 genres.

## Étymologie
Le nom de cette famille est dérivé du grec thera, « bête sauvage » et phos, « lumière », basé sur le genre Theraphosa.

## En captivité
Dans certains pays, des autorisations spécifiques sont requises pour en détenir. La législation française oblige à la possession d'un certificat de capacité pour l'entretien d'animaux d'espèces non domestiques. Les Theraphosidae peuvent être maintenus dans d'excellentes conditions chez soi. Cependant ils demeurent des animaux non-domestiques au regard de la loi.
De nos jours, certains les gardent en terrarium comme nouvel animal de compagnie ou « NAC »,. Parmi les espèces les plus prisées, citons Grammostola rosea, Brachypelma smithi ou Brachypelma hamorii. La chasse intense de B. smithi lui valut d'être protégée par la convention de Washington en annexe 2 (Convention sur le commerce international des espèces de faune et de flore sauvages menacées d'extinction).

## Publication originale
- Thorell, 1869 : « On European spiders. Part I. Review of the European genera of spiders, preceded by some observations on zoological nomenclature. » Nova Acta Regiae Societatis Scientiarum Upsaliensis, sér. 3, vol. 7, p. 1-108 (texte intégral).